# Rainer Hinderer

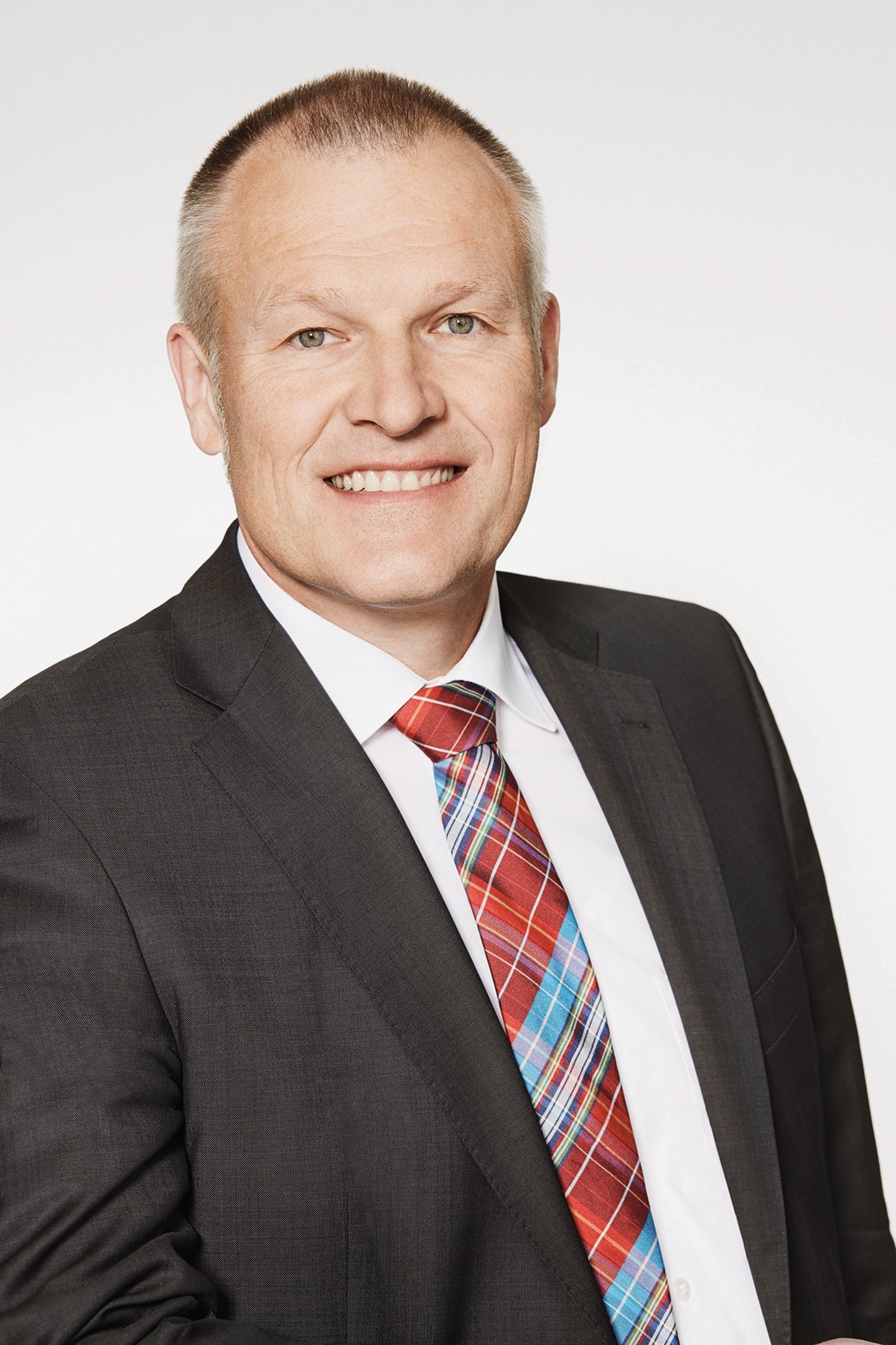
Rainer Hinderer, 2018

Rainer Hinderer (* 30. April 1962 in Heilbronn-Sontheim) ist ein deutscher Politiker der SPD. Er war von 2011 bis 2021 Abgeordneter des Landtags von Baden-Württemberg.

## Ausbildung und Beruf
Hinderer wuchs als ältester von drei Söhnen eines Schmiedemeisters und seiner Frau in Heilbronn auf und besuchte dort die Dammgrundschule, das Robert-Mayer-Gymnasium und das Mönchsee-Gymnasium. Nach dem Abitur 1981 verweigerte er den Kriegsdienst und machte Zivildienst beim Deutschen Roten Kreuz. Im Anschluss an eine Schreinerlehre studierte er in Kassel Sozialwesen und Wirtschaftswissenschaften und schloss als Diplom-Sozialarbeiter ab. Nach beruflichen Stationen als Sozialarbeiter und als Leiter des Sozialdienstes bei der Johanniter-Unfall-Hilfe leitete er bis Juni 2011 die Diakonische Jugendhilfe Region Heilbronn e. V. Seit April 2023 ist er Landesgeschäftsführer der SPD Baden-Württemberg.

## Politische Tätigkeit
1991 trat Hinderer in die SPD Baden-Württemberg ein und war dort von 1995 bis 2006 stellvertretender Vorsitzender des Ortsvereins Heilbronn, zudem von 2000 bis 2006 stellvertretender Vorsitzender und seit 2006 Vorsitzender des Kreisverbands Heilbronn-Stadt. 2004 wurde er in den Gemeinderat der Stadt Heilbronn gewählt und ist dort seit 2016 SPD-Fraktionsvorsitzender.
Bei der Landtagswahl in Baden-Württemberg 2011 erzielte er im Wahlkreis Heilbronn ein Zweitmandat. In der SPD-Landtagsfraktion war er Sprecher für Arbeitsmarkt- und Sozialpolitik und Leiter des fraktionsinternen Arbeitskreis Soziales. Im Landtag war er Mitglied des Sozial- und des Innenausschusses.
Bei der Landtagswahl 2016 erzielte Hinderer im Wahlkreis Heilbronn erneut ein Zweitmandat. In der SPD-Landtagsfraktion war er in der 16. Wahlperiode Sprecher für Gesundheit, Sucht und Arbeitsmarktintegration. Im Landtag war er Vorsitzender des Sozial- und Mitglied des Innenausschusses.
Bei der Landtagswahl 2021 kandidierte Hinderer erneut im Wahlkreis Heilbronn, verfehlte jedoch den Wiedereinzug in den Landtag.

## Sonstige Mitgliedschaften und Ehrenämter
Seit 2002 ist Hinderer gewähltes Mitglied der 13., der 14. und der 15. Landessynode der Evangelischen Landeskirche in Württemberg. Er gehört dort dem Gesprächskreis Offene Kirche an. Er ist zudem Mitglied bei der Europa-Union Deutschland.

## Familie und Privates
Seit 1995 ist Hinderer verheiratet, er hat mit seiner Frau Annemarie zwei Söhne und eine Tochter. Hinderer ist evangelischer Konfession.